# ویلیام می
ویلیام می (انگلیسی: William May; ۳۱ ژوئیهٔ ۱۸۴۹ – ۷ اکتبر ۱۹۳۰) افسر نیروی دریایی پادشاهی بریتانیا بود. او به عنوان یک افسر جزء، در یک عملیات برای نجات فرمانده آلبرت مارکهام که در تلاش برای رسیدن به قطب شمال از طریق تنگه اسمیت، گذرگاه دریایی بین گرینلند و شمالی‌ترین جزیره کانادا، جزیره السمیر، با مشکل مواجه شده بود، شرکت کرد.
می به فرماندهی بالاتر رسید و قبل از اینکه فرمانده کل ناوگان اقیانوس اطلس شود، به عنوان لرد سوم دریا و کنترل‌کننده نیروی دریایی خدمت کرد. او سمت لرد دوم دریا و رئیس پرسنل نیروی دریایی را بر عهده داشت و در این سمت تهدید کرد که اگر دولت لیبرال برآوردهای نیروی دریایی را بیشتر کاهش دهد، استعفا خواهد داد. بعداً او فرمانده کل ناوگان داخلی شد و در این سمت، روش‌های نوآورانه‌ای را برای سازماندهی ناوگان عظیم خود، از جمله استقرار ناوگان‌های کروز، استفاده از اسکادران‌های سریع و فرماندهی تاکتیکی در سطح اسکادران به جای سطح ناوگان، تشویق کرد و سپس فرمانده کل پلایموث شد. او در جنگ جهانی اول صرفاً در سمت اداری خدمت کرد.